# Mandingas
Mandingas är en ort i Mexiko.   Den ligger i kommunen San Pedro Mixtepec -Dto. 22 - och delstaten Oaxaca, i den sydöstra delen av landet, 400 km sydost om huvudstaden Mexico City. Mandingas ligger 96 meter över havet och antalet invånare är 188.
Terrängen runt Mandingas är kuperad norrut, men söderut är den platt. Runt Mandingas är det glesbefolkat, med 9 invånare per kvadratkilometer. Närmaste större samhälle är Puerto Escondido, 5,4 km söder om Mandingas. Omgivningarna runt Mandingas är en mosaik av jordbruksmark och naturlig växtlighet.